# Kinyongia magomberae
Kinyongia magomberae, comúnmente conocida como el camaleón de Magombera, es una especie de reptil de la familia Chamaeleonidae. El holotipo de esta especie fue descubierto dentro de las fauces de una serpiente Thelotornis en el bosque de Magombera, Tanzania por Andrew Marshall de la Universidad de York. La serpiente fue sorprendida por Marshall y dejó caer el camaleón, que después de ser examinado, se concluyó que era una nueva especie. Aunque este espécimen en particular no sobrevivió, se encontró otro que sí lo hizo.